# Andrew Wenger
Andrew Wenger (* 25. Dezember 1990 in Lancaster, Pennsylvania) ist ein ehemaliger US-amerikanischer Fußballspieler.

## Karriere
Wenger startete seine Seniorenlaufbahn 2009 bei den Duke Blue Devils, der Mannschaft der Duke University im Bundesstaat North Carolina. Dort setzte er sich als Verteidiger gleich in seiner ersten Saison durch und spielte in allen 21 Spielen der Universitätsmannschaft von Beginn an, wobei er vier Tore und drei Vorlagen erzielte. In der Saison 2010 spielte Wenger erneut fast alle Spiele von Beginn an und wurde für seine Leistungen als bester Verteidiger der Atlantic Coast Conference ausgezeichnet. Zeitgleich trat er auch für Reading United in der USL Premier Development League an und absolvierte dort 13 Spiele.
Wenger wechselte zur Saison 2011 von der Verteidigung auf die Stürmerposition und erzielte in dieser Spielzeit 17 Tore, womit er der beste Torschütze der Blue Devils war. Für seine Leistungen wurde er, ein Jahr nach der Auszeichnung als bester Verteidiger, als bester Stürmer der Atlantic Coast Conference ausgezeichnet. Zudem gelang ihm der Gewinn der Hermann Trophy, die jährlich an den besten Collegespieler in den Vereinigten Staaten vergeben wird. Beim MLS SuperDraft 2012, dem Entry Draft der Major League Soccer, wurde er als Gesamterster vom Expansion Team Montreal Impact ausgewählt.
Sein erstes Spiel in der Major League Soccer absolvierte Wenger am 10. März 2012 gegen die Vancouver Whitecaps, als er in der 72. Minute eingewechselt wurde. Sein erstes Tor für Montréal erzielte er beim 2:1-Sieg gegen den Toronto FC, der auch zugleich der erste Sieg der Mannschaft in der MLS war.
Am 4. April 2014 wechselte Wenger zu Philadelphia Union im Austausch für Jack McInerney.